# November to Remember 1995
November to Remember 1995 fu un evento organizzato dalla federazione Extreme Championship Wrestling (ECW); si svolse il 18 novembre 1995 presso l'ECW Arena di Filadelfia, Pennsylvania, Stati Uniti.
Terza edizione della serie annuale November to Remember, lo show segnò il ritorno di Sabu in ECW dopo un fallito stint nella World Championship Wrestling (WCW) e il debutto in ECW di The Blue Meanie.
Il main event fu un tag team match, nel quale Terry Funk & Tommy Dreamer affrontarono Raven & Cactus Jack.

## Evento
All'evento, originariamente Mikey Whipwreck avrebbe dovuto difendere la cintura World Heavyweight Championship contro The Sandman ma Steve Austin si intromise aggredendo Sandman prima del match colpendolo ripetutamente con un bastone da kendo, infortunandolo, per prendere il suo posto nel match per il titolo con Whipwreck. Il feud tra i due per l'ECW World Heavyweight Championship continuò dopo November to Remember. Al ppv December to Dismember, The Sandman sconfisse Whipwreck ed Austin in un three-way dance elimination match vincendo il titolo.
Durante il match tra Stevie Richards e El Puerto Riqueño, The Blue Meanie esordì in ECW come fan tra il pubblico che dopo aver dato un regalo a Richards fu da lui portato a bordo ring.
La coppia formata da Terry Funk e Tommy Dreamer affrontò i membri della stable Raven's Nest Raven e Cactus Jack nel main event. Raven e Cactus cercarono di impedire agli avversari di salire sul ring. Quando Dreamer e Funk riuscirono finalmente a salire, i due team si picchiarono ricorrendo a varie armi ed oggetti contundenti. Funk mise KO l'arbitro colpendolo con una pala ed entrambe le coppie continuarono l'incontro che si rivelò una rissa brutale e feroce. Alla fine Cactus colpì Funk con un double arm DDT su una sedia e Raven mise KO Dreamer con una springboard senton fuori dal ring. Bill Alfonso e Taz interferirono nel match assalendo Funk ma Dreamer impedì loro di attaccarlo, permettendo a Raven di attaccarlo da dietro. Taz e Alfonso se ne andarono mentre Dreamer colpiva Raven con due DDT e Funk lo schienava dopo piledriver su una sedia d'acciaio. I due team continuarono ad azzuffarsi anche dopo la fine dell'incontro.

## Risultati
| N. | Risultati | Stipulazione | Durata |
| -- | --- | --- | ------ |
| 1  | Don E. Allen vs. The Broad Street Bully terminò in no contest                                                                        | Single match | 01:16  |
| 2  | Buh Buh Ray Dudley (con Big Dick Dudley, Chubby Dudley, Sign Guy Dudley & Dances with Dudley) sconfisse The Broad Street Bully       | Single match | 00:57  |
| 3  | Konnan sconfisse Jason | Single match con Taz come arbitro speciale | 00:14  |
| 4  | Stevie Richards (con The Blue Meanie) sconfisse El Puerto Riqueño                                                                    | Single match | 03:03  |
| 5  | The Pitbulls (Pitbull #1 & Pitbull #2) (con Francine) sconfissero The Eliminators (Saturn & Kronus) (con Jason)                      | Tag team match | 11:00  |
| 6  | Rey Misterio Jr. sconfisse Psicosis                                                                                                  | Mexican Deathmatch | 14:47  |
| 7  | ECW World Television Champion 2 Cold Scorpio & The Sandman (c) (con Woman) sconfissero The Public Enemy (Rocco Rock & Johnny Grunge) | Tag team match per l'ECW World Television Championship e gli ECW World Tag Team Championship; il vincitore diventa primo sfidante al titolo ECW World Heavyweight Championship | 12:34  |
| 8  | Axl Rotten sconfisse J.T. Smith | Single match | nd     |
| 9  | Bill Alfonso sconfisse Tod Gordon | Single match con Beulah McGillicutty come arbitro speciale | 06:37  |
| 10 | Mikey Whipwreck (c) sconfisse Steve Austin                                                                                           | Single match per l'ECW World Heavyweight Championship | 04:38  |
| 11 | Sabu sconfisse Hack Meyers | Single match | 12:55  |
| 12 | Terry Funk & Tommy Dreamer sconfissero Raven & Cactus Jack                                                                           | No disqualification tag team match | 13:36  |

## Accoglienza
L'edizione 1995 di November to Remember ricevette recensioni molto positive da parte della critica specializzata. Dylan Diot di 411Mania assegnò all'evento un voto di 7 su 10, scrivendo: "Questo show è ampiamente considerato uno dei migliori show nella storia della federazione.", [...] "oltre che essere una raccolta di divertenti risse ECW, lo show ha avuto un enorme significato storico nel panorama della ECW. Abbiamo avuto il ritorno di Sabu dalla WCW, la svolta heel di Taz che gli diede la gimmick della human submission machine, le prime fasi del B.W.O e la rapida apparizione di future megastar nello sport come Steve Austin e Rey Mysterio. Questo è uno degli eventi ECW imperdibili, indipendentemente dalla qualità, che è solida ma niente di spettacolare. Dico che vale la pena dare un'occhiata a questo spettacolo ed è un buon esempio di quanto fosse calda la compagnia all'epoca e di quanta influenza finì per avere nel panorama del wrestling professionistico."
Scott Keith di 411Mania scrisse: "Miglior show ECW di sempre, e si confrontò con i migliori spettacoli che i "Big Two" [WWE e WCW] produssero nello stesso lasso di tempo, e praticamente li uccide. Per coloro che si chiedevano perché le persone tenessero così tanto alla ECW, questo è lo spettacolo da guardare. La miscela perfetta di "intrattenimento sportivo", risse insensate, lucha ad alto tasso acrobatico e un po' di wrestling decente per condire il tutto."
Lo staff di Wrestling 20 Years Ago assegnò all'evento un voto di 8.5 su 10 scrivendo: "L'azione iniziale è, se non altro, breve e non c'è niente di negativo da The Eliminators e The Pitbulls in poi. Lo spettacolo di varietà perfetto."